# Чечулинское сельское поселение
Чечу́линское сельское поселение — упразднённое с 1 апреля 2014 года муниципальное образование в Новгородском муниципальном районе Новгородской области России. Население — 2265 человек.
Административным центром была деревня Чечулино.
По территории прежнего сельского поселения проходит участок федеральной автомобильной дороги «Россия» М10 (E 105). С востока протекает река Волхов. Площадь территории поселения — 2370 га (1 % — от территории Новгородского муниципального района)

## Населённые пункты
Деревни Котовицы, Чечулино.

## Население
| 2010 | 2012  | 2013  | 2014  |
| ---- | ----- | ----- | ----- |
| 2235 | ↘2229 | ↗2233 | ↘2211 |

## История
Муниципальное образование создано 1 января 2006 года в соответствии с областным законами от 7 июня 2004 года № 284-ОЗ и от 17 января 2005 года № 400-ОЗ «Об установлении границ муниципальных образований, входящих в состав территории Новгородского муниципального района, наделении их статусом городских и сельских поселений и определении административных центров».
C 1 апреля 2014 года Законом Новгородской области № 533-ОЗ были преобразованы: Трубичинское сельское поселение, Подберезское сельское поселение (с прежним административный центром в деревне Подберезье), Чечулинское сельское поселение (с прежним административным центром в деревне Чечулино) во вновь образованное муниципальное образование Трубичинское сельское поселение с определением административного центра в деревне Трубичино.

## Экономика
Предприятие, входящее в группу компаний «Адепт» — животноводческий комплекс ООО «Новгородский бекон», до 2000 года Новгородский свинокомбинат.

## Образование
В Чечулино с 1975 года есть общеобразовательная школа и детский сад.

## Культура
Чечулинский районный Центр фольклора и досуга